# Elecciones provinciales de Columbia Británica de 1903
Las elecciones provinciales de Columbia Británica de 1903 ocurrieron el 3 de octubre de 1903, para elegir miembros de la 10.ª legislatura de la provincia canadiense de Columbia Británica. La elección resultó en una victoria para el oficialista Partido Conservador, liderado por el primer ministro Richard McBride, que llevó a su partido a la primera victoria electoral desde la transición de la provincia a un sistema partidista.
El Partido Liberal, liderado por James A. MacDonald se consolidó como la oposición oficial, mientras que el Partido Socialista y un Laborista lograron entrar a la legislatura.

## Contexto
La elección se llevó a cabo bajo un sistema mixto. Un grupo de distritos eligieron un legislador, usando el escrutinio mayoritario uninominal, mientras que los distritos con más de un miembro ocuparon el escrutinio mayoritario plurinominal, más conocido como voto en bloque. 22 escaños fueron necesarios para la mayoría absoluta.
La elección fue la primera desde que Columbia Británica dejó de lado el sistema de parlamentarismo independiente, en el que no habían partidos políticos, sino que después de cada elección se formarían facciones con respecto al gobierno de turno.

## Resultados
|  | 46.43 % |

|  | 37.78 % |

|  | 7.96 % |

|  | 7.36 % |

|  | 0.47 % |

|  | 0.00 % |

|  | 0.00 % |

|  | 100.00 % |

|  | 0.00 % |